# The Great bambi Pop Swindle
『The Great bambi Pop Swindle』（ザ グレート バンビ ポップ スウィンドル）は、声優の新谷良子が出した裏ベストアルバムである。品番はLACA-5600。

## 解説
これまでアルバムに未収録だった「ライフイズフリー」「迷い姫ぱにっく」やライブ音源をリマスタリング収録している。

## 収録曲

### CD
1. トリックスター
  - 作詞・作曲・編曲：R・O・N
2. 世界でいちばんボクが好き!（Romantic Bambi Mix）
  - 作詞・作曲：小林つん太、編曲：宅見将典
3. バタフライ
  - 作詞・作曲・編曲：宮崎誠
4. ファンシー☆フリル（Pink Electro mix）
  - 作詞：しんたにりょーこ、作曲：上野康雄、編曲：Blasterhead
  - ラジオ『アキバチック天国・スーパー』2007年5月12日放送分番組内使用曲
5. ライフイズフリー
  - 作詞：桃井はるこ＆KENTA、作曲：桃井はるこ、編曲：長谷川智樹
6. わすれないよ（Live at P☆R☆S☆H）
  - 作詞：ゆうまお、作曲：Funta、編曲：P.B.B
7. Darebam March（Instrumental）
  - 作曲・編曲：R・O・N
8. 迷い姫ぱにっく
  - 作詞：畑亜貴、作曲・編曲：R・O・N
  - テレビアニメ『姫様ご用心』イメージソング
9. ヒットパレード194（Electrical Sessions）
  - 作詞：KENTA、作曲：宅見将典、編曲：morganic stereo（宮崎誠）
10. 恋の構造（青春エレクトロパンクMIX）
  - 作詞：Funta＆りょーこ、作曲：太田雅友、編曲：小池雅也
11. こうすっとゴースト～おばけちゃんえかきうた～
  - 作詞・作曲：ゆうまお、編曲：小池雅也
12. いたげる（from Studio☆Bambi）
  - 作詞：三重野瞳、作曲：田村信二、編曲：宮崎誠
13. HAPPY END
  - 作詞・作曲：ゆうまお、編曲：R・O・N
14. Wonderstory（Live at P☆R☆S☆H）
  - 作詞・作曲：R・O・N、編曲：宅見将典

### DVD
1. 恋の構造 PV
2. Wonderstory PV
3. CANDY☆POP☆SWEET☆HEART PV
4. ハートブレイカー（live at CLUB CITTA'「PINK☆ROCKS☆SWEET☆HEART」Sep.23 2006）
5. 空にとける虹と君の声（live at CLUB CITTA'「PINK☆ROCKS☆SWEET☆HEART」Sep.23 2006）